# Полина Трифонова
Полина Трифонова е българска състезателка по тенис на маса. Участничка на Летните Олимпийски игри в Токио (2020). Състезава се за клуб „ESV Рейн“ (Германия) с треньор Асен Асенов. 

## Успехи
Европейско отборно първенство за кадети
- Златен медал - 2006 г.

Европейско отборно първенство за юноши
- Златен медал - 2008 г.
- Шампион на Украйна (2 пъти)
- Шампион на България (4 пъти индивидуално)